# سانتياغو أورمينو
سانتياغو أورمينو (بالإسبانية: Santiago Ormeño Hazard)‏ هو لاعب كرة قدم مكسيكي في مركز الهجوم، ولد في 1994 في مدينة مكسيكو في المكسيك. لعب مع نادي بويبلا.

## وصلات خارجية
- سانتياغو أورمينو على موقع قاعدة بيانات كرة القدم.إي يو (الإنجليزية)
- سانتياغو أورمينو على موقع ليكيب (الفرنسية)
- سانتياغو أورمينو على موقع ناشيونال فوتبول تيمز (الإنجليزية)
- سانتياغو أورمينو على موقع Soccerway.com (الإنجليزية)